# Сендр
Сендр (фр. Cindré) је насеље и општина у централној Француској у региону Оверња, у департману Алије која припада префектури Виши.
По подацима из 2011. године у општини је живело 327 становника, а густина насељености је износила 14,45 становника/km². Општина се простире на површини од 22,63 km². Налази се на средњој надморској висини од 300 метара (максималној 342 m, а минималној 254 m).

## Демографија
| 1962. | 1968. | 1975. | 1982. | 1990. | 1999. | 2011. |
| ----- | ----- | ----- | ----- | ----- | ----- | ----- |
| 487   | 532   | 430   | 359   | 313   | 313   | 327   |

График промене броја становника у току последњих година